# Johanne Voss
Johanne Voss, född Paulsen 13 januari 1868 i Bergen, död 27 juli 1946 i Oslo, var en norsk skådespelare.
Voss scendebuterade 1887 vid Den Nationale Scene i Bergen. Mellan 1899 och 1937 var hon engagerad vid Nationalteatret där karaktärskomedin blev hennes huvudsakliga genre. Hon gjorde även tre filmroller 1925–1942.
Hon var gift med skådespelaren Olav Voss.

## Filmografi
- 1925 – Himmeluret
- 1926 – Baldevins bryllup
- 1942 – Jeg drepte!